# Демьянович, Юрий Казимирович
Ю́рий Казими́рович Демьяно́вич (28 июня 1938, Ленинград, СССР — 12 апреля 2023, Санкт-Петербург, Россия) — российский учёный-математик, доктор физико-математических наук, профессор, заведующий кафедрой параллельных алгоритмов ЛГУ.

## Биография
1956—1961 — обучение на математико-механическом факультете ЛГУ (диплом с отличием).
Работа в ЛГУ:
- 1961—1964 — ассистент кафедры вычислительной математики,
- 1964—1989 — младший научный сотрудник, с 1969 года — старший научный сотрудник лаборатории методов вычислений НИИ математики и механики,
- 1989—1996 — заведующий лабораторией методов вычислений НИИ математики и механики,
- 1996—2002 — профессор кафедры системного программирования,
- с 2002 года заведующий кафедрой параллельных алгоритмов.

Учёные степени и звания:
- 1966 — кандидат физико-математических наук,
- 1970 — доцент,
- в 1988 году защитил докторскую диссертацию по теме «Аппроксимация локальными функциями на многообразии и минимальные сплайны»,
- в 1993 году получил звание профессора кафедры высшей математики и звание профессора по специальности «Вычислительная математика»,
- 2004 — Почётный работник высшего профессионального образования Российской Федерации.

Автор более 350 научных публикаций.
Сфера научных интересов:
- численные методы задач математической физики,
- аппроксимации локальными функциями, сплайнами и вэйвлетами,
- теория параллельных алгоритмов.

Умер 12 апреля 2023 года.